# Bârlad
Bârlad (tidigare stavat Bîrlad) är en stad (municipiu) i länet Vaslui i östra Rumänien. Staden är belägen vid Bârladfloden och hade 55 837 invånare under folkräkningen 2011.

## Invånarantal
- 1900: 24 484
- 1992: 77 518
- 2002: 69 066
- 2011: 55 837

## Personligheter
- Alexandru Ioan Cuza
- Gheorghe Gheorghiu-Dej